# بحيرة تنجانيقا
بحيرة تنجانيقا بحيرة كبيرة في وسط أفريقيا. ومن المقدر لتكون ثاني أكبر بحيرة للمياه العذبة في العالم من حيث الحجم، والعمق، ففي كلتا الحالتين بعد بحيرة بايكال في سيبيريا. البحيرة مقسمة بين أربع دول --بوروندي، وجمهورية الكونغو الديمقراطية، وتنزانيا وزامبيا، تمتلك جمهورية الكونغو الديمقراطية (45 %) مع تانزانيا (41 %) أغلبية البحيرة. المياه تصب في نهر الكونغو وفي نهاية المطاف إلى المحيط الأطلسي.
تطل عاصمة بوروندي بوجومبورا على بحيرة تنجانيقا.

## الجغرافيا
تقع البحيرة داخل غرب الصدع الكبير من الوادي المتصدع. وهي أكبر صدع في أفريقيا وثاني أكبر بحيرة مساحة على مستوى القارة . وأعمق بحيرة في أفريقيا وتحمل حجم أكبر من المياه العذبة . وهي تمتد في الطول 673 كيلومتراً بين الشمال والجنوب وتناهز في العرض 72 كلم . والبحيرة تغطي 32900 كيلومتر مربع، ويبلغ طول الشاطئ 1828 كيلومترا ويبلغ عمقها 570 متر وأقصى عمق 1470 مترا (4823 قدم) في شمال حوض) إنها تحمل ما يقدر ب 18900 كلم³ (4500 ميل مكعب). و متوسط درجة الحرارة السطحية من 25 درجة مئوية ودرجة الحموضة في المتوسط 8,4 وبالإضافة إلى ذلك، 500 متر تحت الماء وهناك حوالي 4500 متر من الصخور الرسوبية .
العمق الهائل والموقع المداري للبحيرة منع 'دوران' المياه، مما يعني أن الكثير من انخفاض أعماق البحيرة هي ما يسمى ب 'المياه الإحفورية' وهي التي تفتقر إلى الأوكسجين. مناطق تجمع مياه البحيرة تغطي 231000 كيلومتر مربع، مع اثنين من أهم الأنهار التي تصب في البحيرة، والعديد من الأنهار والجداول الصغيرة (بسبب الحاد الجبال أن تبقى مناطق الصرف الصغيرة)، الرئيسية تدفقات نهر روزيزي، وهو يدخل إلى الشمال من بحيرة كيفو، وتصب مياه بحيره تنجانيقا في نهر الكونغو.

## خصائص المياه
تعتبر مياه البحيرة قلوية بدرجة حموضة تبلغ حوالي 9 على أعماق تتراوح بين 0-100 متر (0-330 قدمًا). وتبلغ تحت هذا المستوى حوالي 8.7، وتنخفض تدريجيًا إلى 8.3-8.5 في أعمق أجزاء تنجانيقا. ويمكن رؤية نمط مماثل في الموصلية الكهربائية، والتي تتراوح من حوالي 670 ميكرو سيمنز/سم في الجزء العلوي إلى 690 ميكرو سيمنز/سم في الأعماق.
تتراوح درجات حرارة السطح عمومًا من حوالي 24 درجة مئوية (75 درجة فهرنهايت) في الجزء الجنوبي من البحيرة في أوائل أغسطس إلى 28-29 درجة مئوية (82-84 درجة فهرنهايت) في أواخر موسم الأمطار في مارس-أبريل. تكون درجة الحرارة على أعماق أكبر من 400 متر (1300 قدم) مستقرة جدًا عند 23.1-23.4 درجة مئوية (73.6-74.1 درجة فهرنهايت). ارتفعت درجة حرارة الماء تدريجيًا منذ القرن التاسع عشر وتسارع ذلك مع الانحباس الحراري العالمي منذ الخمسينيات.
البحيرة مقسمة إلى طبقات ولا يمتد الاختلاط الموسمي عمومًا إلى ما بعد أعماق 150 مترًا (490 قدمًا). يحدث الاختلاط بشكل أساسي على شكل ارتفاعات في مستوى الماء في الجنوب ويكون مدفوعًا بالرياح، ولكن بدرجة أقل، تحدث أيضًا ارتفاعات ونزولات في أماكن أخرى من البحيرة. ونتيجة للتقسيم الطبقي، تحتوي الأقسام العميقة على «مياه أحفورية»؛ أي أنه لا تحتوي على أكسجين في الأجزاء العميقة، مما يحد بشكل أساسي من وجود الأسماك والكائنات الحية الهوائية الأخرى في الجزء العلوي. تظهر بعض الاختلافات الجغرافية في هذا الحد، ولكنه عادة ما يكون على أعماق حوالي 100 متر (330 قدمًا) في الجزء الشمالي من البحيرة و240-250 مترًا (790-820 قدمًا) في الجنوب. تحتوي أعمق الأقسام الخالية من الأكسجين على مستويات عالية من كبريتيد الهيدروجين السام وهي عديمة الحياة باستثناء البكتيريا.

## صيد الأسماك
تدعم بحيرة تنجانيقا مصايد الأسماك الرئيسية، والتي توفر، اعتمادًا على المصدر، 25-40% أو حوالي 60% من البروتين الحيواني في النظام الغذائي للأشخاص الذين يعيشون في المنطقة.
تُصدر أسماك بحيرة تنجانيقا إلى جميع أنحاء شرق إفريقيا. بدأ الصيد التجاري الرئيسي في منتصف الخمسينيات من القرن الماضي، وكان له، جنبًا إلى جنب مع الانحباس الحراري العالمي، تأثير كبير على أعداد الأسماك، مما تسبب في انخفاض كبير. وفي عام 2016، قُدِّر إجمالي المصيد بنحو 200 ألف طن.

## تاريخيًا

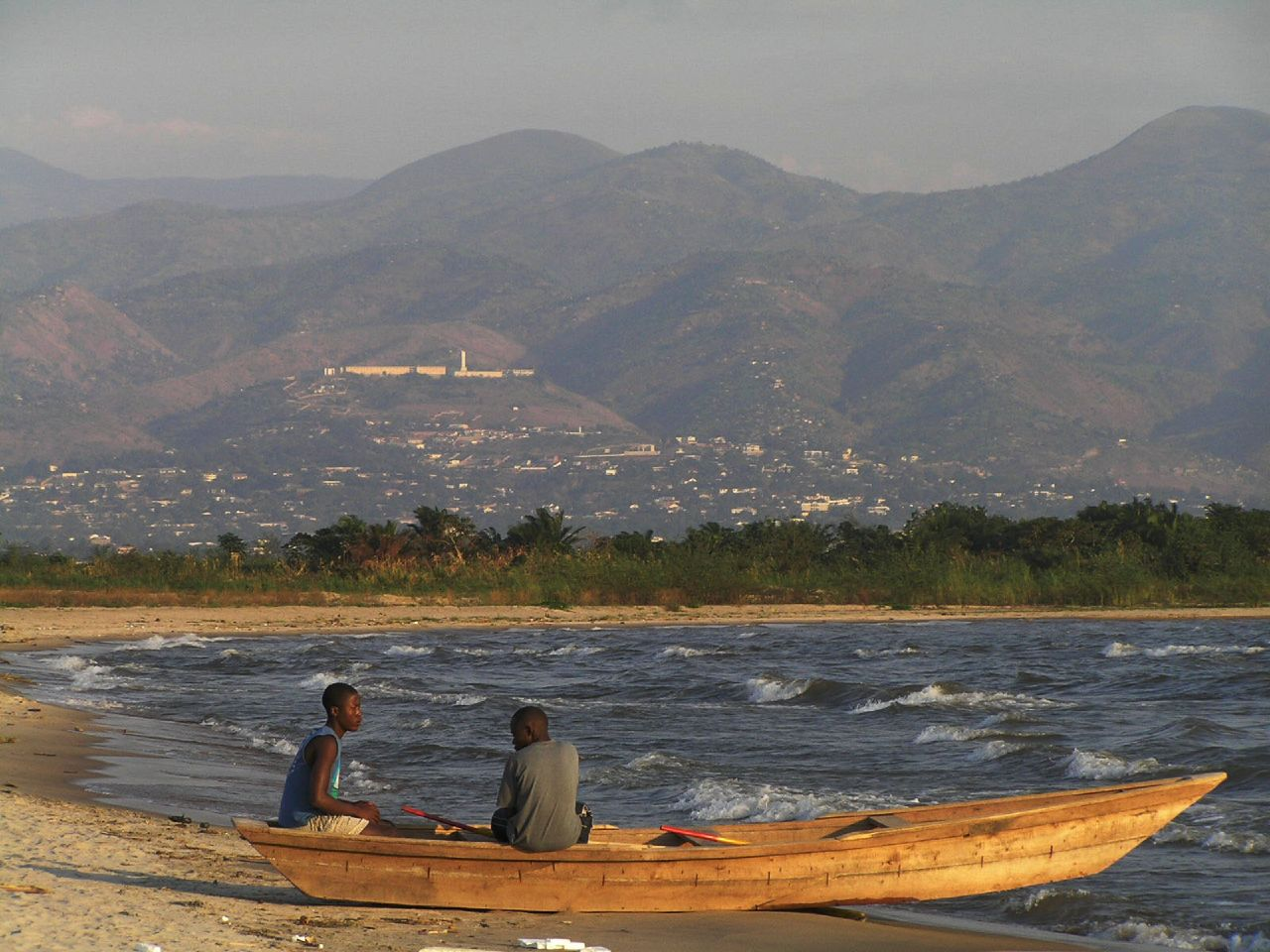
صيادون في بحيرة تنجانيقا في بوروندي

يُعتقد أن الإنسان العاقل المبكر كان له تأثير على المنطقة خلال العصر الحجري. تُوصف الفترة الزمنية من العصر الحجري الأوسط إلى العصر الحجري المتأخر بأنها عصر الصيادين والجامعين المتقدمين.
استخدم السكان الأصليون في منطقة البحيرة العديد من الطرق لصيد الأسماك. تضمنت معظمها استخدام فانوس كطُعم للأسماك التي تنجذب إلى الضوء. كانت هناك ثلاثة أشكال أساسية. الشكل الأول يسمى لوسينغا وهو عبارة عن شبكة عريضة يرمي بها شخص من زورق واحد. والشكل الثاني عبر استخدام شبكة رفع، إذ تُرمى شبكة عميقة أسفل القارب باستخدام زورقين متوازيين ثم تُسحب إلى الأعلى في نفس الوقت. والشكل الثالث يسمى كيروميلا والذي يتكون من ثلاثة زوارق. يكون أحد الزوارق ثابتًا مع فانوس بينما يحمل زورق آخر أحد طرفي الشبكة والآخر يدور حول الطرف الثابت ليلتقي بالشبكة من الجهة الأخرى.
كان أول الغربيين المعروفين الذين اكتشفوا البحيرة المستكشفَين البريطانيَين ريتشارد بيرتون وجون سبيك، في عام 1858. وقد حددا موقعها أثناء البحث عن منبع نهر النيل. واصل سبيك البحث ووجد المصدر الفعلي، بحيرة فيكتوريا. وفي وقت لاحق مر ديفيد ليفينجستون بالبحيرة. ولاحظ أن البعض يطلق اسم «ليمبا» على الجزء الجنوبي منها، وهي كلمة ربما من لغة فيبا، وتعني تنجانيقا «النجوم» في لغة لوفال.
كانت البحيرة مسرحًا لمعركة بحيرة تنجانيقا خلال الحرب العالمية الأولى. وبمساعدة جراف جوتزن، سيطر الألمان بشكل كامل على البحيرة في المراحل الأولى من الحرب. واستُخدمت السفن لنقل البضائع والأفراد عبر البحيرة، وكقاعدة لشن هجمات مفاجئة على قوات الحلفاء. لذلك أصبح من الضروري لقوات الحلفاء السيطرة على البحيرة بأنفسهم. تحت قيادة الملازم القائد جيفري سبايسر سيمسون، نجحت البحرية الملكية البريطانية في تحقيق المهمة الضخمة المتمثلة في جلب زورقين مسلحين بمحركات هما إتش إم إس ميمي وإتش إم إس توتو من إنجلترا إلى البحيرة عبر السكك الحديدية والطرق البرية والنهر إلى ألبرتفيل (التي أعيدت تسميتها منذ ذلك الحين باسم كاليمي في عام 1971) على الشاطئ الغربي لبحيرة تنجانيقا. انتظر القاربان حتى ديسمبر 1915، وشنوا هجومًا مفاجئًا على الألمان، واستولوا على الزورق الحربي كينجاني. غرقت سفينة ألمانية أخرى، هي هيدويج، في فبراير 1916، تاركة جوتزن باعتبارها السفينة الألمانية الوحيدة المتبقية للسيطرة على البحيرة. لتجنب وقوع سفينته الثمينة في أيدي الحلفاء، أغرق زيمر السفينة في 26 يوليو 1916. رُفعت السفينة لاحقًا في عام 1924 وأعيدت تسميتها «إم أف ليمبا».

## صهر الحديد
جاءت تقنية صهر الحديد في الأفران من الشرق الأوسط لشمال شرق أفريقيا بمصر من الحيثيين منذ عام 670 ق. م. لكنه كان معروفا في جنوب الصحراء الكبرى قبل وصوله مصر بحوالي 300 سنة حيث كان يصهر في الأفران ويصنع منه المشغولات الحديدية ولا سيما حول بحيرة تشاد وفي مناطق البحيرات الكبرى بشرق أفريقيا كبحيرة فيكتوريا وبحيرة تنجانيقا منذ 1000 سنة ق. م.